# Fatzcarraldo
«Fatzcarraldo» (укр. «Жирскарральдо») — чотирнадцята серія двадцять восьмого сезону мультсеріалу «Сімпсони», прем'єра якої відбулась 12 лютого 2017 року у США на телеканалі «Fox».
Серію присвячено пам'яті аніматора Суана Кіма, який помер 20 січня  у віці 62 років.

## Сюжет
Після того, як на Спрінґфілдській АЕС Гомер виграв конкурс на підрахунок ґудзиків з банки для ґудзиків всім працівникам дали вихідний. Він їде додому, бажаючи відсвяткувати свій щасливий день зі своєю сім'єю, але потім він усвідомлює, що, на його превеликий жаль, машини Патті та Сельми стоять на під'їзді будинку. Близнючки змушують родину піти на 24-ту щорічну премію департаменту транспорту — шоу, присвячене автомобілям, яке вони будуть проводити. Гомер у люті покидає місце і залишає свою сім'ю. Він намагається поїхати до «Красті Бургера», але вони замінили все меню з меню і замінили його японською їжею. Гомер їздить по місту, і бачить, що це зробили і всі ресторани. Він натрапляє на іржавий старий трейлер «Вагону-ресторану Chili Dogs», де все, на радість Гомеру, нездорове та огидне.
Повернувшись додому вранці, він розповідає родині про те, де він був, а Ейб розповідає історію того, як Гомер щотижня в дитинстві їздив туди з ним та бабусею Моною. Коли Ейб з Моною сперечались між собою, вони йшли до шлюбного радника, який був поруч із вагоном для хот-догів. Вони залишали там Гомера, і чоловік, який там працював, давав йому хот-доги, що змусило Гомера заїсти свою біду. Однак Гомер говорить, що не повертався туди вже 30 років.
Тим часом Патті та Сельма втратили всі свої гроші в парі на шоу, перевищивши бюджет, тому вони збираються жити у Сімпсонів деякий час. Гомер одразу ж повертається до стенда з хот-догами і запитує власника, чи пам'ятає він його, однак, той стверджує, що ні, засмучуючи Гомера.
Тим часом у Спрінґфілдській початковій школі є радіо-станція, якою керують учні 4-х класів Ліса. Станція зазнає проблем з рейтингами і фінансуванням… Зрештою, директор Скіннер закриває радіостанцію.
Зрештою, відвідування Гомером «Вагону-ресторану Chili Dogs» приносить популярність стенду, а це означає, що «Красті Бургер» втрачає клієнтів. Гомер приводить доньку до стенда хот-догів, щоб підбадьорити. Коли вони приїжджають туди, Гомер дізнається, що департаментом охорони здоров'я було закрито вагон-ресторан через те, що Красті привів їх з місця. Згодом Красті викуповує стенд. Гомер протестує проти цього, і він прив'язує мережу ресторанів до своєї машини і їде, беручи з собою магазин хот-догів. Гомер опиняється в новинах.
Коли товстуни міста чують про це, вони стають на бік Гомера і допомагають йому досягти своєї мети. Натомість, Красті розповідає про це іншим талісманам ресторану, і армія талісманів йде проти них. За їхнім рухом стенд із Гомером у ньому з'їжджає з мосту і звисає з ланцюга. Власник стенда повертається до Гомера і рятує його, виявляючи, що він все-таки пам'ятає його. Він каже, що йому не потрібен стенд, і що єдина причина, чому Гомер вважав це настільки святим, — це допомогло йому пережити важкі сімейні часи, а не через меню ресторану. Гомер дозволяє стенду впасти у воду.
Барт і Мардж приходять за Гомером. Вони кажуть йому, що за одну ніч він став знаменитістю за свої зусилля, відстоювавши позицію і шеф Віґґам дозволяє йому піти, і не заарештовує.

## Виробництво
Спочатку серія мала виробничий код WABF03, але потім зміщена на WABF07, а серією з кодом WABF03 стала «The Last Traction Hero».

## Ставлення критиків і глядачів
Під час прем'єри серію переглянули 2,4 млн осіб з рейтингом 1.0, що зробило її найпопулярнішим шоу на каналі «Fox» тієї ночі, однак найменш популярною серією загалом на той час.
Денніс Перкінс з «The A.V. Club» дав серії оцінку C+, сказавши, що «серія націлена на серце, однак [цій меті] не приділено достатньо уваги».
|  | Навіщо поєднувати три цілі історії (а можливо, і четверту) разом в один безладний епізод? Це поширена скарга, але багато нещодавніх серій «Сімпсонів» таким чином марнотратять сюжетні лінії, які б щось обіцяли… |

Тоні Сокол з «Den of Geek» дав серії чотири з половиною з п'яти зірок, сказавши, що «серія наповнена чудовими репліками та тонкими гегами… Це те, про що повинні бути „Сімпсони“…»
Згідно з голосуванням на сайті The NoHomers Club більшість фанатів оцінили серію на 3/5 із середньою оцінкою 3,02/5.